# Treenighedskatedralen (Sankt Petersborg)
Treenighedskatedralen i Sankt Petersborg, også kaldet Troitskijkatedralen blev bygget i perioden 1828 til 1835. Den er tegnet af den russiske arkitekt Vasilij Stasov. Katedralen, som kan rumme 3000 besøgende, er for nylig begyndt at blive restaureret til sin prærevolutionære tilstand efter at være blevet forsømt i mange år. Til ære for sejren i den russisk-tyrkiske krig, blev der i 1886 opsat et mindesmærke på katedralens facade. Katedralen kom på UNESCOs Verdensarvsliste i 1990.
Under rekonstruktionen af katedralen kollapsede hovedkuplen og en af de mindre kupler under en brand d. 25. august 2006.

## Historie

### Tidlige år
I henhold til den russiske tradition havde hvert regiment af de kejserlige vagter deres egen katedral. Trinity-katedralen var regimentskirke for Izmailovsky-regimentet af kejserlige vagter, der har sit navn fra en kongelig bopæl i Izmailovo nær Moskva.
Den 12. juli 1733 blev et stort felttelt, der fungerede som en kirke, indviet i Sankt Petersborg med ikoner malet på en mørkeblå satin. Men kirken fungerede kun om sommeren, og om vinteren måtte soldater og officerer deltage i gudstjenester i andre sognekirker. I 1754-1756 blev der bygget en trækirke på stedet efter ordre af kejserinde Elizabeth. Kirken havde to altre, hvoraf det vigtigste blev indviet i treenighedens navn. Det led store skader som følge af oversvømmelsen i 1824 og måtte genopbygges, en opgave, der blev givet af kejser Nikolaj I til Vasily Stasov.

### Bygning af den nuværende kirke
Bygningen af den nye kirke begyndte i maj 1828, og katedralen blev indviet i maj 1835. Katedralen når en højde på mere end 80 meter og dominerer skyline i det omkringliggende område. Mindeplaketter for regimentære officerer, der var dræbt i kamp, blev monterede på katedralens væg. Efter katedralens åbning blev også flag, nøgler fra forter og andre trofæer, som regimentet vandt i militære kampagner i 1854–1855 og 1877–1878, løbende overgivet til katedralen.
Treenighedskatedralen var kendt for sin samling af ikoner. Hovedafsnittet i katedralen husede fødselsikonet, mens det sydlige afsnit husede Jesus Kristus-ikonet. Kejserinde Elizabeth overdrog kirken med Trinitatis-ikonet i 1742. Andre hellige genstande indeholdt i katedralen omfattede en stor ark lavet i form af et kors i 1753 af sølv, et stort sølvkors givet til katedralen af Nicholas I i 1835, og to store evangeliske bøger i værdifulde indbindinger.

### Sovjetperioden
I 1922 blev de fleste af katedralens værdigenstater plyndret, og tyveriet fortsatte i flere år, indtil katedralen endelig blev lukket i 1938. Der var rygter om planer om at nedrivne katedralen og bruge det resterende materiale til et distriktsarbejderteater. Imidlertid blev katedralen overført til det sovjetiske ministerium for telekommunikation, for hvilket den fungerede som lager. Først i 1990 vendte katedralen tilbage i hænderne på den russisk-ortodokse kirke, da restaureringen begyndte. På det tidspunkt var interiøret stort set forsvundet sammenlignet med den pragt, det havde haft i den førrevolutionære fortid.

### Branden i 2006
Den 24. august 2006, mens katedralen endnu var under genopbygning, indtraf en brand, der stammede fra restauranternes stillads, hvorved hovedkuplen kollapsede, ligesom branden ødelagde en af de fire mindre kupler og forårsagede ødelæggelser i kirkens indre. Ilden brændte gennem stilladser uden for den centrale kuppel i katedralen. Den centrale kuppel faldt sammen, og en af fire mindre kupler, der omgiver den, blev også ødelagt; der var ingen rapporter om kvæstelser.
Brandmænd kæmpede for at redde de tre andre kupler, mens arbejdere fjernede ikoner og andre religiøse genstande. En helikopter dumpede vand på den historiske bygning. Cirka fire timer efter, at branden brød ud, var en af de tre resterende kupler blevet beskadiget, men ilden var under kontrol.
Branden begyndte tilsyneladende med stilladser på ydersiden af kirken, som var under restaurering. De mest værdifulde ikoner og andre genstande blev gemt, og strukturelle skader under tagområdet var mindre.
Brandembedsmænd prøvede senere hårdt at nedtone skaden. Sankt Petersborgs beredskabsdirektorat tilbageviste tidligere medierapporter, der hævdede, at mindst to kupler i katedralen var blevet ødelagt. Guvernør Valentina Matviyenko lovede at gendanne katedralen inden for den kortest mulige tid og lovede at afsætte 30 millioner rubler (1,12 millioner dollars) samme år til forberedelser til genopbygning af katedralen. Restaureringen blev afsluttet, og katedralen åbnede igen i 2010.